# 點帶硬頭魚
點帶硬頭魚(学名：Craterocephalus stercusmuscarum），為輻鰭魚綱銀漢魚目銀漢魚科的其中一種，分布於新幾內亞南部及澳洲北部淡水流域，體長可達7公分，為熱帶魚類，棲息在溪流、湖泊、水塘及泉水區，生活習性不明。